# Dunasápújfalu
Dunasápújfalu (szlovákul Nová Dedinka, a Dunasáppal való egyesítés előtt Nová Ves pri Dunaji, németül Neudorf) község Szlovákiában, a Pozsonyi kerületben, a Szenci járásban.

## Fekvése
Pozsony központjától 20 km-re keletre, a Kis-Dunába igyekvő Fekete-víz bal partján fekszik. Dunasáp és Dunaújfalu egyesítése (1960).

## Nevének eredete

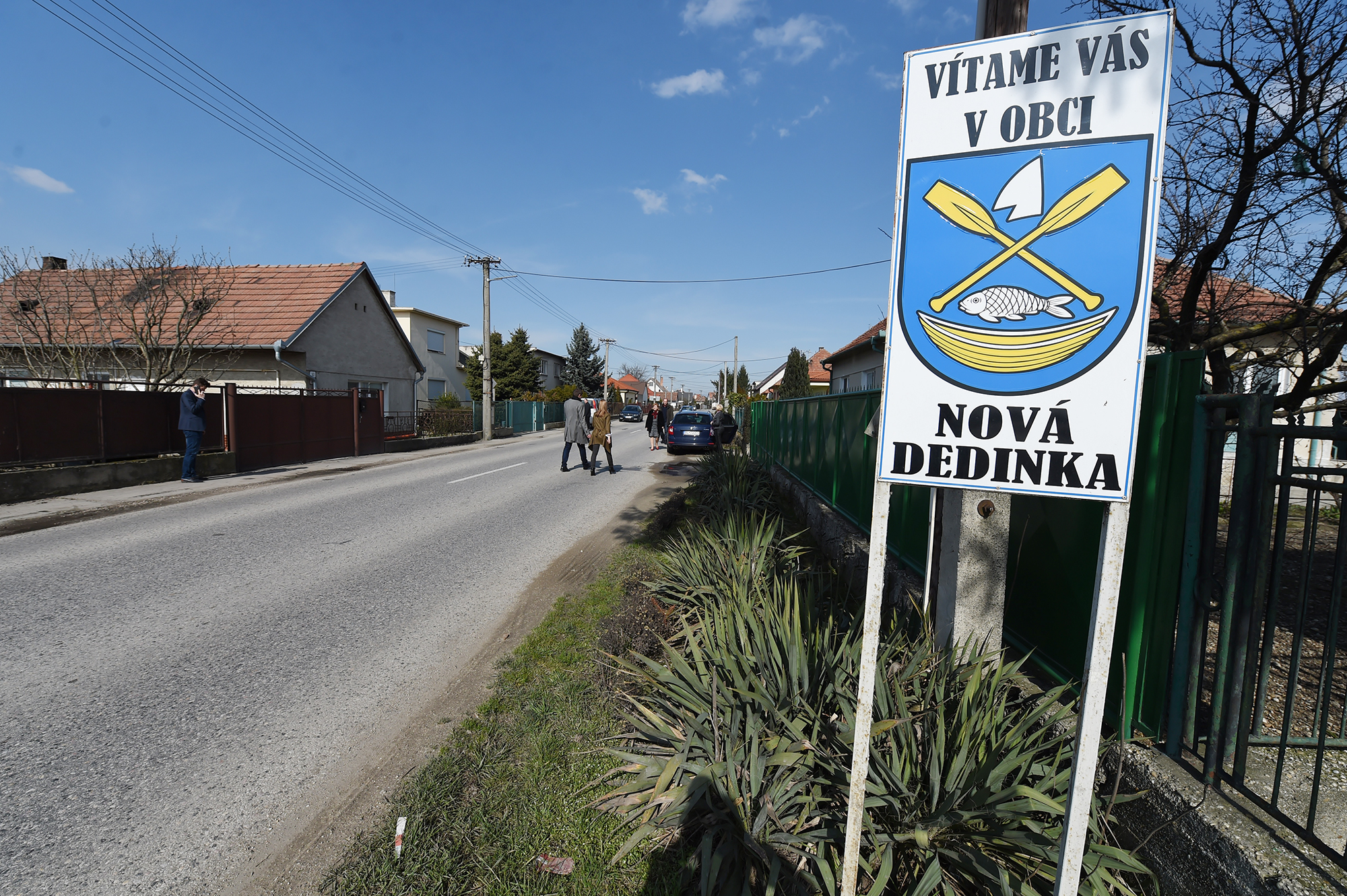
Nem hivatalos szlovák nyelvű üdvözlőtábla 2016-ban
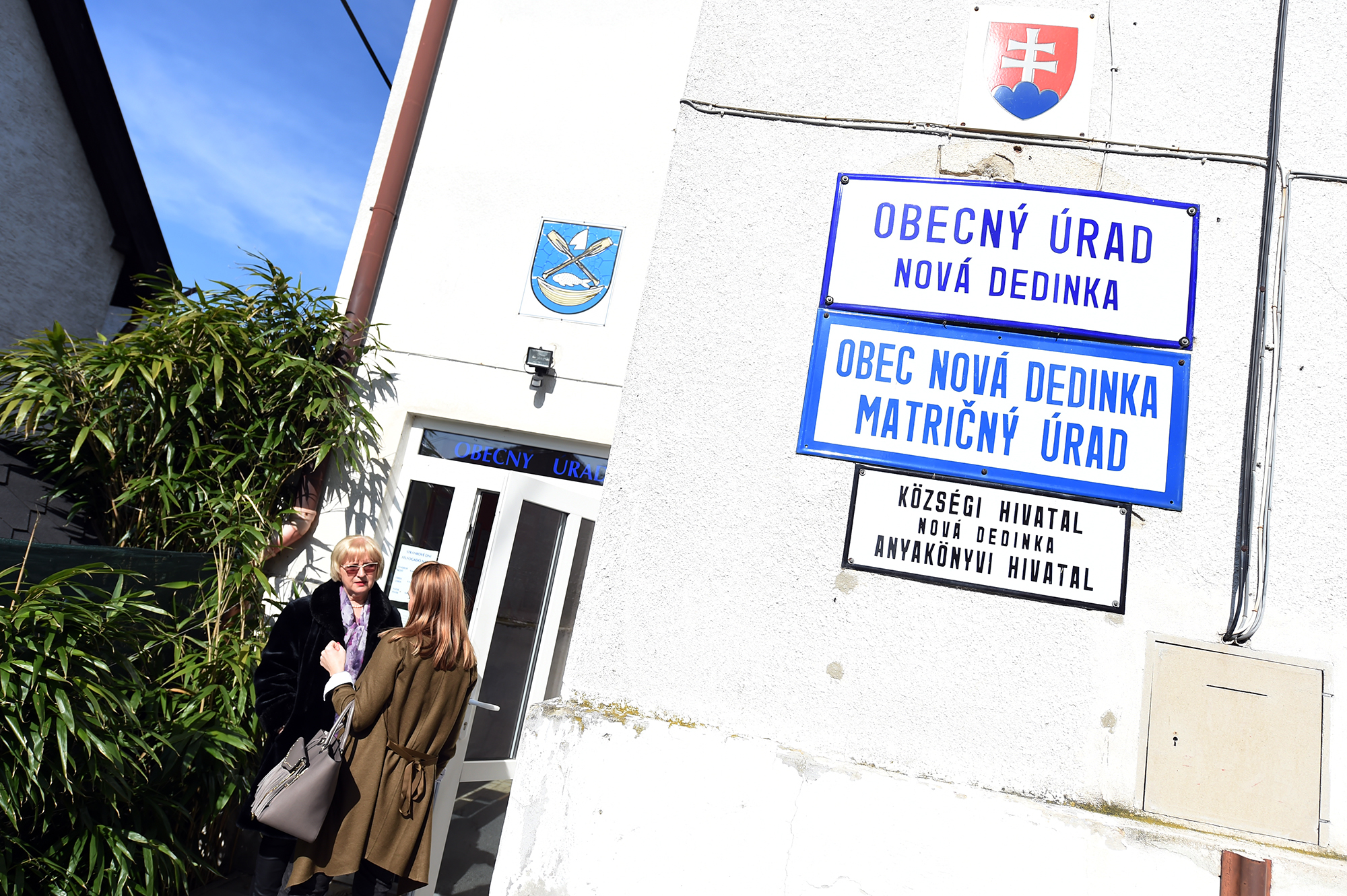
A Községi és az Anyakönyvi Hivatal "magyar nyelvű" táblája 2016-ban (Nová Dedinka)

A legkorábbi fennmaradt írott forrásokban például Saap, Pomsa és Pomsahaza alakban fordul elő az egyik településrész.
Mivel a jelenlegi település két 1945 után egyesített egykor önálló településből (Dunasáp és Dunaújfalu 1960-ban egyesült) áll, értelemszerűen nincs hivatalos magyar névalakja. Állítólag a rendszerváltást követően a Dunaújfalu alakot használták.[forrás?] Az 534/2011 sz. szlovák kormányrendeletének aktuális melléklete értelmében a szlovákiai közigazgatásban használható magyar forma Dunasápújfalu (ezt használják az önkormányzatok a hivatalos érintkezésben és ez szerepel többek között ma a helységnévtáblákon is). A kisebbségi kormánybiztos hivatala által összeállított lista azonban nem veszi figyelembe még a szlovákiai azonos magyar névalakokat sem, mint ahogy a lista szlovák politikai befolyásoltsága is egyértelmű. A második világháború után Csehszlovákiában a jogfosztások ideje alatt a magyar nyelv használatát előbb betiltották, majd korlátozták. A szlovák jogrend értelmében a településeknek vagy azok részeinek ma is csak egy hivatalos szlovák neve van, tehát a magyar helységnévhasználat a kormányrendeletek mellékletei ellenére sem minősülnek hivatalos helynévnek Szlovákiában.

## Története
1328-ban Pomsa néven említik először, majd 1397-ben Pomsahaza alakban szerepel oklevélben. A pozsonyi káptalan birtoka volt. 1445-ben Pozsony várának kapitánya, Temesközi Bálint a kegyura. 1479-ben Temesközi Miklós Vas Andrásnak adta el. 1647-ben a Pálffy család királyfai uradalmához tartozott. 1715-ben 32 adózó volt a faluban. 1828-ban 44 házában 324 lakos élt. Lakói főként mezőgazdaságból tartották fenn magukat. 1869-ben 298 lakosa volt.
A középkorban Dunaújfalu mellett feküdt Várörs település, mely a gróf Cseszneky család birtoka volt.
Fényes Elek szerint „Ujfalu (Duna-), Poson m. magyar helység, ut. p. Cseklészhez 1/2 óra, a Feketeviz mellett. Számlál 331 kath. lak. F. u. gr. Pálffy Ferencz.”
A trianoni békeszerződésig Pozsony vármegye Szenci járásához tartozott. 1960-ban Dunasápot és Dunaújfalut egyesítették.

## Népessége
| Év:            | 1994. | 2004.   | 2014.    | 2024.    |
| -------------- | ----- | ------- | -------- | -------- |
| Emberek száma: | 1592  | 1751    | 2315     | 3608     |
| Eltérés:       |       | +9,98 % | +32,21 % | +55,85 % |

| Év:            | 2023. | 2024.   |
| -------------- | ----- | ------- |
| Emberek száma: | 3533  | 3608    |
| Eltérés:       |       | +2,12 % |

1880-ban Dunaújfalu 328 lakosából 295 magyar, 18 szlovák, 3 német anyanyelvű, 3 idegen és 9 csecsemő; ebből 318 római katolikus, 9 zsidó és 1 evangélikus vallású. Dunasáp 356 lakosából 201 szlovák, 99 magyar, 34 német anyanyelvű és 22 csecsemő volt; ebből 317 római katolikus, 24 zsidó és 15 evangélikus vallású.
1910-ben Dunaújfalu 355 lakosából 328 magyar, 23 szlovák és 4 német anyanyelvű volt. Dunasáp 369 lakosából 295 magyar, 27 szlovák, 1 német és 46 egyéb anyanyelvű.
2001-ben 1626 lakosából 1128 szlovák és 467 magyar volt.
2011-ben 2002 lakosából 1524 szlovák, 408 magyar, 8 cseh, 5 ukrán, 2-2 német és morva, 1-1 orosz és bolgár, továbbá 51 ismeretlen nemzetiségű volt.
2021-ben 3150 lakosából 2636 (+53) szlovák, 343 (+86) magyar, 2 (+15) ruszin, 32 (+11) egyéb és 137 ismeretlen nemzetiségű volt.

## Neves személyek
- Itt él Iveta Radičová szlovák politikus, szociológus, volt miniszterelnök.
- Itt született Neszméri Tünde, a Magyar Koalíció Pártja volt alelnöke.
- Itt él Peter Cmorík, szlovák énekes, a Peter Cmorík Band frontembere.

## Nevezetességei

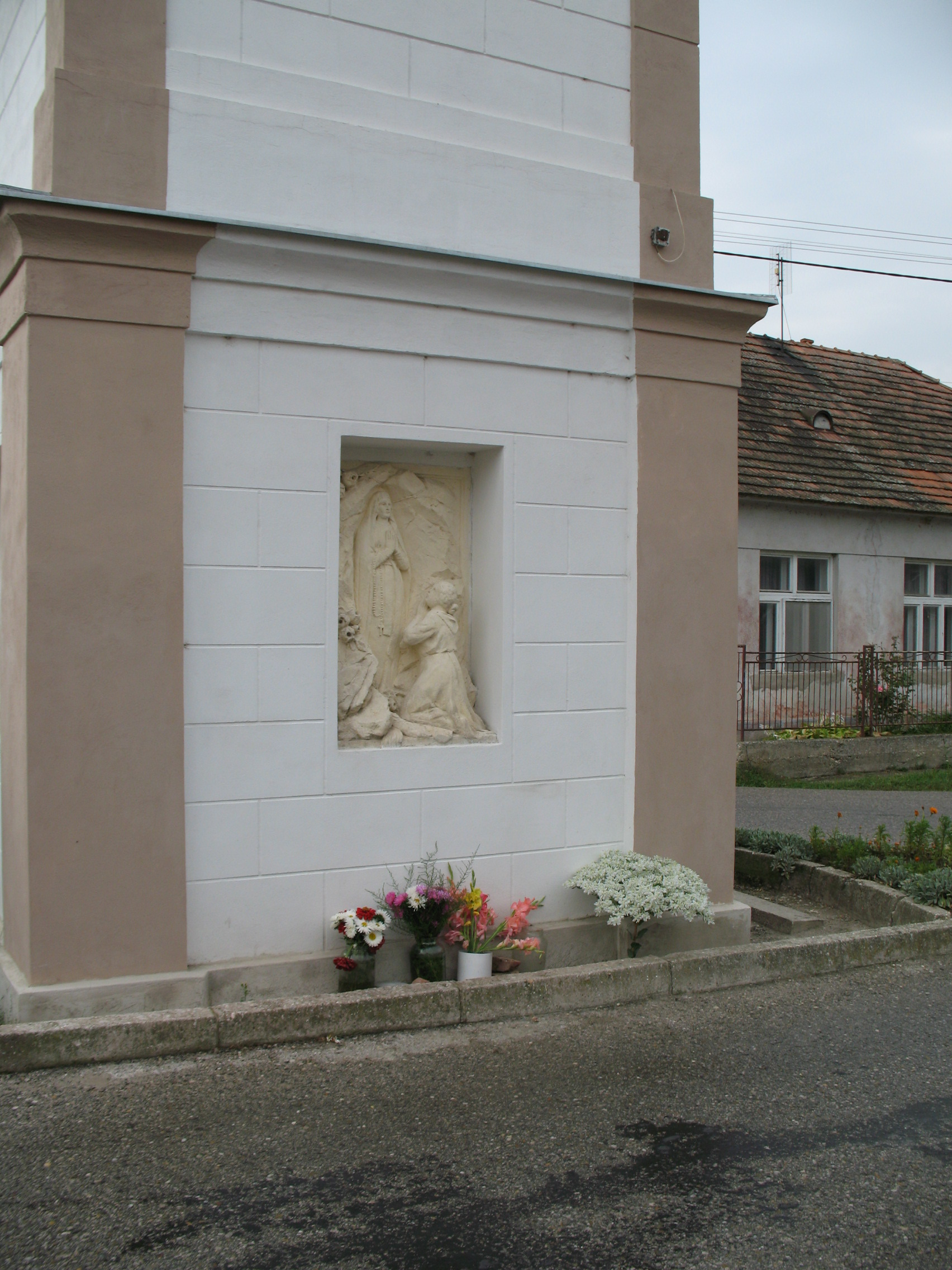

- Középkori római katolikus templomát a 16. század első felében reneszánsz stílusban bővítették, de később is alakítottak rajta. Falán gótikus freskók láthatók.
- A határában található Szent Úr kápolna valószínűleg szintén Árpád-kori.

A fentiek egy és ugyanazon templomra utalnak, mely az egykori „Pomsa” helység temploma lehetett. Ez a templom – Dunasáp és Dunaújfalu egyesítése előtti – újfalui határban fekszik, a mai Feketevíztől délre, míg maga a falu a Feketevíz északi oldalán fekszik. Mára már csak a templom és a mellette fekvő temető maradt fenn. Érdekessége ennek, hogy a temetőt a dunasápiak „örökölték”, bár területileg az újfalui határban fekszik. Dunaújfalunak külön temetője van közvetlen a falu mellett.
A múlt századi két világháború között új iskolát építtetett Dunaújfalu közössége, s a korábbi iskolából – mely a Dunasáp felőli akkori faluvégen helyezkedett el – imaházat alakítottak ki. Ebből fejlődött ki többszöri átalakítás után a másik templom, melyet Nagyboldogasszony tiszteletére szenteltek fel.
A nevezetességek között megemlíthető még a dunasápi és a dunaújfalui téglaépítésű harangláb is – mindkettő a 19. században épült.